# Ијан Раш
Ијан Џејмс Раш (енгл. Ian James Rush; 20. октобар 1961) је бивши велшки фудбалер који је играо као нападач. У својој клупској каријери Раш је наступао за Ливерпул од 1980. до 1987. и од 1988. до 1996. Он је водећи стрелац у историји клуба, пошто ја за Ливерпул постигао 346 голова у свим текмичењима. Раш је 73 пута наступао за репрезентацију Велса и био је најбољи стрелац све до 2018. са 28 постигнутих голова између 1980. и 1996.
Поред Ливерпула, Раш је кратко време наступао за Честер сити, Јувентус, Лидс јунајтед, Њукасл јунајтед, Шефилд јунајтед, Рексем и Сиднеј олимпик. Од завршетка играчке каријере 2000.године, Раш је кратко време био тренер Честер ситија (2004-2005), а радио је и као телевизијски коментатор.
Уговор са Ливерпулом је потписао 1980. године, а дебитовао је 13. децембра 1980. године. У дресу црвених је одиграо 660 утакмица и постигао 346 голова што је клупски рекорд. Било му је потребно 9 утакмица да постигне први сениорски гол. Сезоне 1981-82 када се доказао за прву поставу Ливерпула постигао је 30 голова на 49 утакмица. Сезона 1983-84 је била вероватно и његова најбоља постигао је 47 голова и постао је први британски играч који је освојио европску златну копачку. 1986. године најављено је његов прелаз у Јувентус, што је доволе до тога да навијачи ливерпула покрећу кампању "Раш мора да остане" да сачувају свог хероја на Енфилду.
Након једне сезоне у Италији враћа се у Ливерпул. Поставио је многе рекорде који још нису оборени.